# Jan Ernst

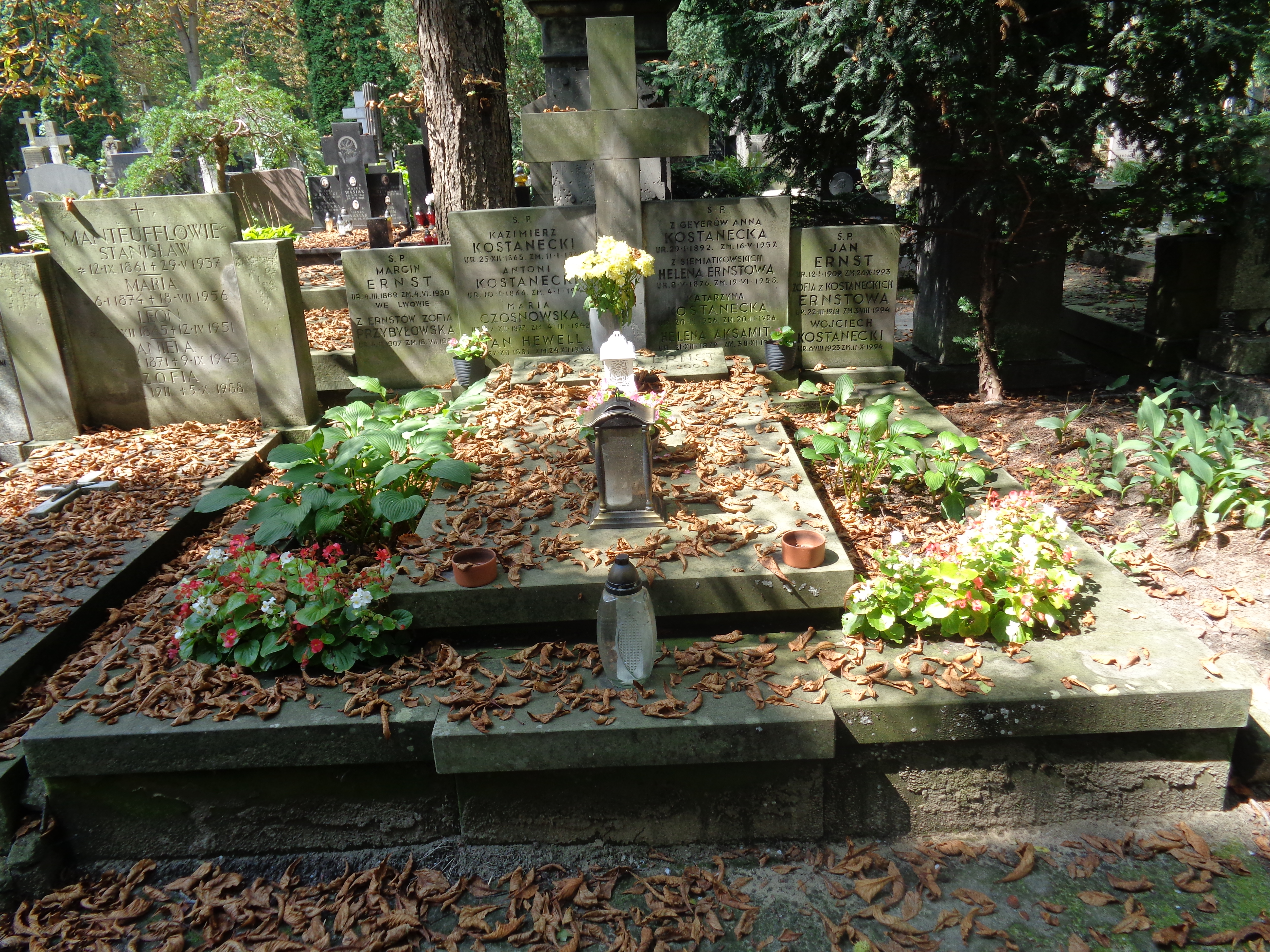
Grób Jana Ernsta na cmentarzu Powązkowskim w Warszawie

Jan Ernst (ur. 12 stycznia 1909 we Lwowie, zm. 26 października 1993 w Warszawie) – polski geograf i artysta muzyk. Długoletni wykładowca geografii ekonomicznej UMCS w Lublinie.

## Życiorys
Urodził się w rodzinie Marcina, profesora astronomii, długoletniego kierownika Zakładu Astronomii Uniwersytetu Jana Kazimierza we Lwowie, i Heleny z Siemiątkowskich. Po ukończeniu X Państwowego Gimnazjum im. Henryka Sienkiewicza we Lwowie i wyższego kursu klasy fortepianu Marii Sołtysowej we lwowskim Konserwatorium Muzycznym, studiował w latach 1927–1932 geografię na Uniwersytecie Jana Kazimierza we Lwowie, początkowo pod kierunkiem wielkiego polskiego geografa Eugeniusza Romera, a później jego ucznia, prof. Augusta Zierhoffera. Należał do Polskiej Korporacji Akademickiej Leopolia. W swych pracach na temat geografii rolnictwa – magisterskiej i doktorskiej, jako pierwszy wprowadził metody taksonomiczne. Po raz pierwszy w geografii posłużył się metodą podobieństw słynnego antropologa, prof. Jana Czekanowskiego.
W latach 30. był asystentem w Instytucie Geografii UJK, przebywał też na stypendiach naukowych w Genewie i Rzymie. Tam też poznał swoją przyszłą żonę, Zofię Kostanecką, znaną później tłumaczkę literatury włoskiej. Był ojcem dwóch synów: Krzysztofa i Tomasza (ur. 1943).
W walce obronnej Polski w 1939 brał udział jako oficer 19 pułku piechoty Odsieczy Lwowa. Ranny po Płockiem, leczony był w szpitalu w Łodzi, później mieszkał w Warszawie, zatrudniwszy się jako pianista w kawiarniach.
Po wojnie przebywał w Łodzi, grając w nocnych lokalach i wskrzeszając Chór Eryana. W 1946 podjął pracę w instytucjach państwowych w Warszawie: Instytucie Urbanistyki i Architektury oraz Instytucie Spraw Międzynarodowych. Od 1950 do 1957 wraz z Chórem prowadził działalność artystyczną w Domu Wojska Polskiego.
W latach 1957–1959 pracował w Sekcji Skandynawskiej Instytutu Spraw Międzynarodowych, kierował też w latach 1957–1965 Redakcją geografii w PIW. W 1959 rozpoczął pracę naukową w Katedrze Geografii Ekonomicznej UMCS w Lublinie. Był profesorem UMCS, dziekanem Wydziału Biologii i Nauk o Ziemi UMCS (1962–1966), kierownikiem katedry geografii ekonomicznej (1964–1979).
Zmarł w Warszawie, pochowany na cmentarzu Powązkowskim (kwatera 198-5-20,21).

## Praca artystyczna
Niezapomniana atmosfera naukowego i artystycznego przedwojennego Lwowa, a także bogate życie towarzyskie i przynależność do akademickiej korporacji Leopolia wpłynęły na ukształtowanie bujnej i wszechstronnej osobowości. 5 lutego 1931, współpracując jako kompozytor piosenek z akademickimi teatrzykami kabaretowymi Nasze Oczko i Wesoły Ul oraz twórcami Wesołej Lwowskiej Fali, Jan Ernst przyjmując pseudonim artystyczny Eryan, utworzył własny zespół wokalny – czwórkę rewelersów, nazwaną Chórem Eryana. Chór ten przez 36 lat zyskał olbrzymią sympatię melomanów, wykonując piosenki Eryana do słów m.in. Izabeli Niemczewskiej-Izana, Zofii Nawrockiej, Wiktora Budzyńskiego, Andrzeja Rybickiego, Bronisława Straty czy Jana Brzechwy. W repertuarze chóru były też adaptacje muzyki poważnej: Chopina, Dwořaka, Paderewskiego i Brahmsa.

## Odznaczenia
- Odznaka Stowarzyszenia Autorów ZAiKS (1988)[4]
- Medal Stowarzyszenia Autorów ZAiKS (1988)[4]